# Hicattee
Hicatee ist ein Ort im Toledo District von Belize.
2010 hatte der Ort 363 Einwohner, hauptsächlich Angehörige des Volkes der Kekchí und der Mopan.

## Name
Der Name „Hicatee“ bezeichnet in Belize die Tabascoschildkröte (Dermatemys mawii).

## Geografie
Der Ort liegt am Southern Highway, an der Abzweigung nach Westen, nach Silver Creek (Belize).
Die nächstgelegenen Orte sind Big Falls im Süden, sowie Indian Creek im Norden.

## Klima
Nach dem Köppen-Geiger-System zeichnet sich durch ein tropisches Klima mit der Kurzbezeichnung Af aus.